# امیرمحمد رزاقی‌نیا
امیرمحمد رزاقی‌نیا (زادهٔ ۲۲ فروردین ۱۳۸۵) بازیکن فوتبال اهل ایران است که در پست هافبک میانی برای باشگاه فوتبال استقلال در لیگ برتر خلیج فارس بازی‌ می‌کند.

## دوران باشگاهی

### گل‌گهر سیرجان
وی در ۱۳ اسفند ۱۴۰۲ با عقد قراردادی به مدت دو سال و نیم به گل‌گهر پیوست.

### استقلال
وی در ۲۱ خرداد ۱۴۰۴ با عقد قراردادی به مدت سه سال به استقلال پیوست.

## آمار باشگاهی
تا تاریخ ۲۵ اردیبهشت ۱۴۰۴
| باشگاه        | دسته          | فصل           | لیگ  | لیگ | جام حذفی | جام حذفی | آسیا | آسیا | سوپر جام | سوپر جام | مجموع | مجموع |
| باشگاه        | دسته          | فصل           | بازی | گل  | بازی     | گل       | بازی | گل   | بازی     | گل       | بازی  | گل    |
| ------------- | ------------- | ------------- | ---- | --- | -------- | -------- | ---- | ---- | -------- | -------- | ----- | ----- |
| گل‌گهر         | لیگ برتر      | ۰۳–۱۴۰۲       | ۰    | ۰   | ۰        | ۰        | –    | –    | –        | –        | ۰     | ۰     |
| گل‌گهر         | لیگ برتر      | ۰۴–۱۴۰۳       | ۲۳   | ۲   | ۳        | ۰        | –    | –    | –        | –        | ۲۶    | ۲     |
| مجموع گل‌گهر   | مجموع گل‌گهر   | مجموع گل‌گهر   | ۲۳   | ۲   | ۳        | ۰        | –    | –    | –        | –        | ۲۶    | ۲     |
| استقلال       | لیگ برتر      | ۰۵–۱۴۰۴       | ۰    | ۰   | ۰        | ۰        | ۰    | ۰    | ۰        | ۰        | ۰     | ۰     |
| مجموع استقلال | مجموع استقلال | مجموع استقلال | ۰    | ۰   | ۰        | ۰        | ۰    | ۰    | ۰        | ۰        | ۰     | ۰     |
| مجموع آمار    | مجموع آمار    | مجموع آمار    | ۲۳   | ۲   | ۳        | ۰        | –    | –    | –        | –        | ۲۶    | ۲     |

## آمار ملی

### بازی‌های ملی
تا تاریخ ۱۰ ژوئن ۲۰۲۵
| ایران | ایران | ایران |
| سال   | بازی  | گل    |
| ----- | ----- | ----- |
| ۲۰۲۵  | ۱     | ۰     |
| مجموع | ۱     | ۰     |